# Itoro Umoh-Coleman
Itoro Umoh-Coleman (21 de fevereiro de 1977) é uma basquetebolista nigeriana.

## Carreira
Itoro Umoh-Coleman integrou a Seleção Nigeriana de Basquetebol Feminino em Atenas 2004, terminando na décima-primeira posição.